# Francisco de Saldanha da Gama

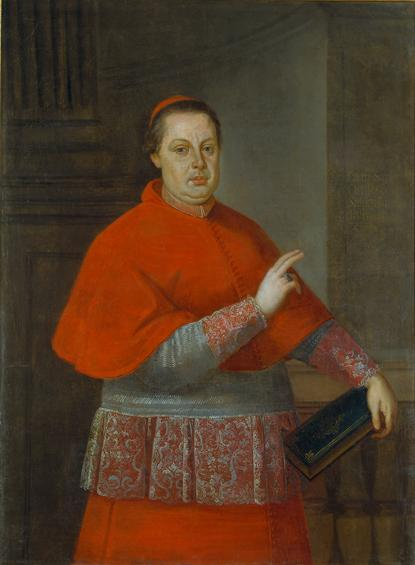
Francisco de Saldanha da Gama

Francisco de Saldanha da Gama (* 20. Mai 1723 in Lissabon, Königreich Portugal; † 1. November 1776 ebenda) war ein portugisischer Kardinal und Patriarch.

## Leben

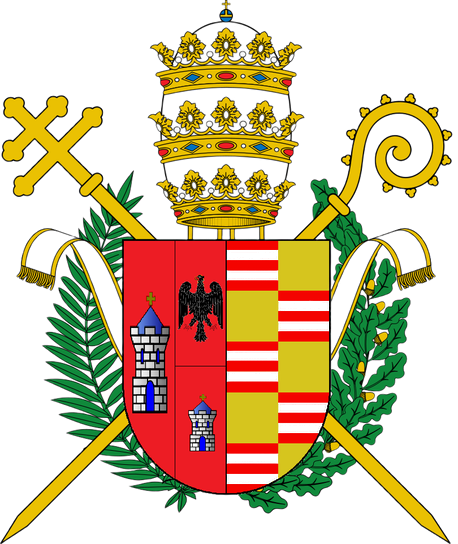
Wappen

Francisco de Saldanha da Gama wurde 1723 in Lissabon in die Familie der Herren von Assequins hineingeboren. Er war der Urenkel von Margarida de Vilhena und ein Nachfahre des ersten Vizegrafen von Vila Nova de Cerveira, Leonel de Lima. Er war das siebte von achtzehn Kindern von João de Saldanha da Gama (1674–1752), dem 41. Vizekönig von Indien. Er studierte Kirchenrecht an der Universität Coimbra und wurde 1739 zum Priester geweiht. Auf Ersuchen von König Joseph I. von Portugal kreierte Papst Benedikt XIV. ihn am 5. April 1756 zum Kardinaldiakon. Am 27. Juli 1758 wurde er zum Patriarchen von Lissabon ernannt. Am 28. Mai 1759 bestätigte der Papst die Ernennung und erhob ihn in die Klasse der Kardinalpriester. José Dantas Barbosa, Weihbischof in Lissabon, weihte ihn am 5. August 1759 zum Bischof. Mitkonsekratoren waren Hilário de Santa Rosa OFMRef, ehemaliger Bischof von Macau, und Valério do Sacramento OFMRef, ehemaliger Bischof von Angra.
Am 1. April 1758 beauftragte der betagte Papst Benedikt XIV. in einem Schreiben, in dem er Saldanha, der vom Marquis von Pombal empfohlen worden war, mit der Untersuchung von Anschuldigungen gegen die Jesuiten, die im Namen von Joseph I. von Portugal erhoben worden waren.
Er nahm an den Konklaven 1758 und 1774–1775 nicht teil, aber am Konklave 1769, das Papst Clemens XIV. wählte.
Er wurde im Panteão dos Patriarcas de Lisboa bestattet.